# بوکناو
بوکناو (به آلمانی: Bockenau) یک شهر در آلمان است که در باد کرویتسناخ واقع شده‌است.

## نگارخانه

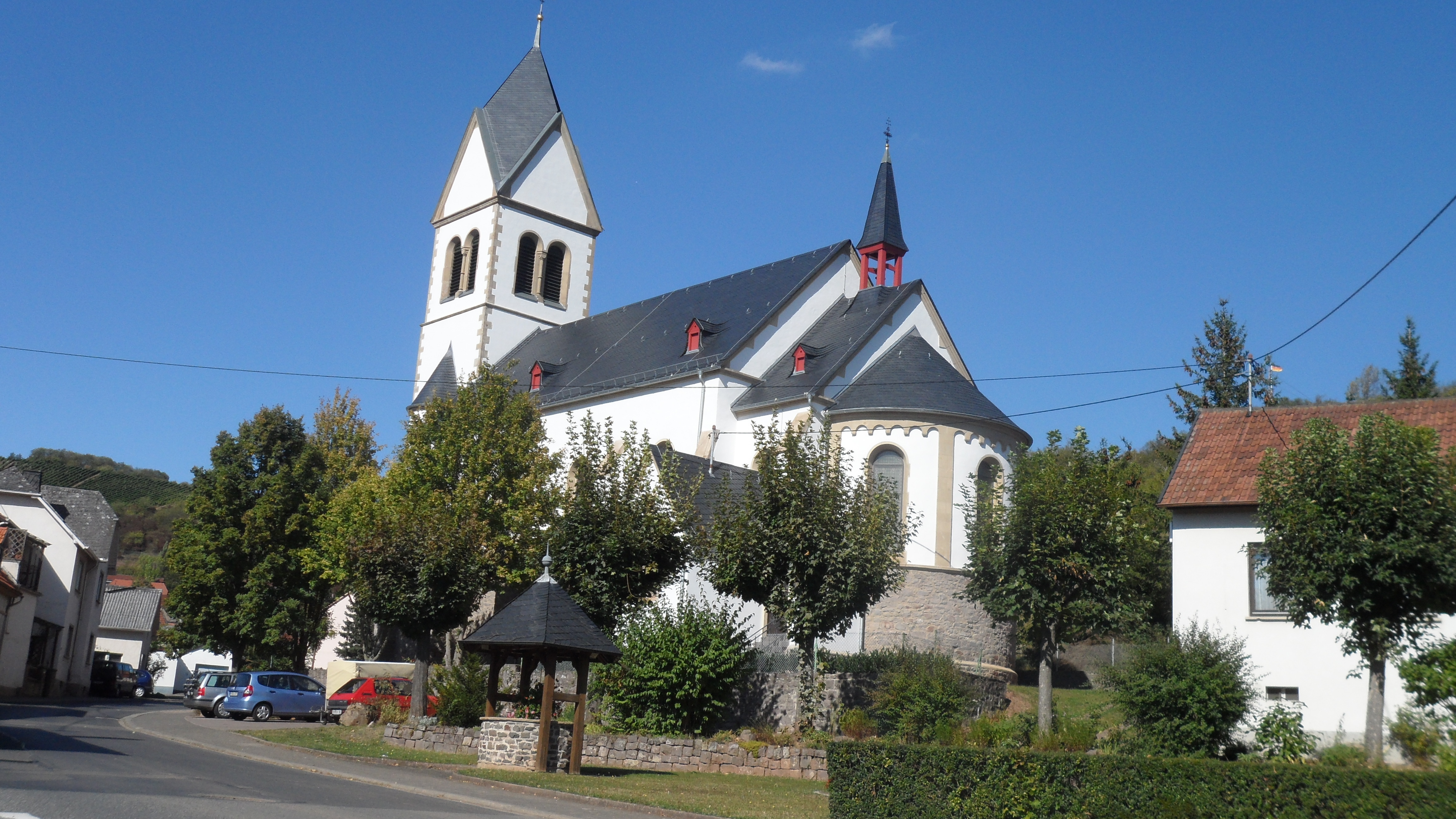
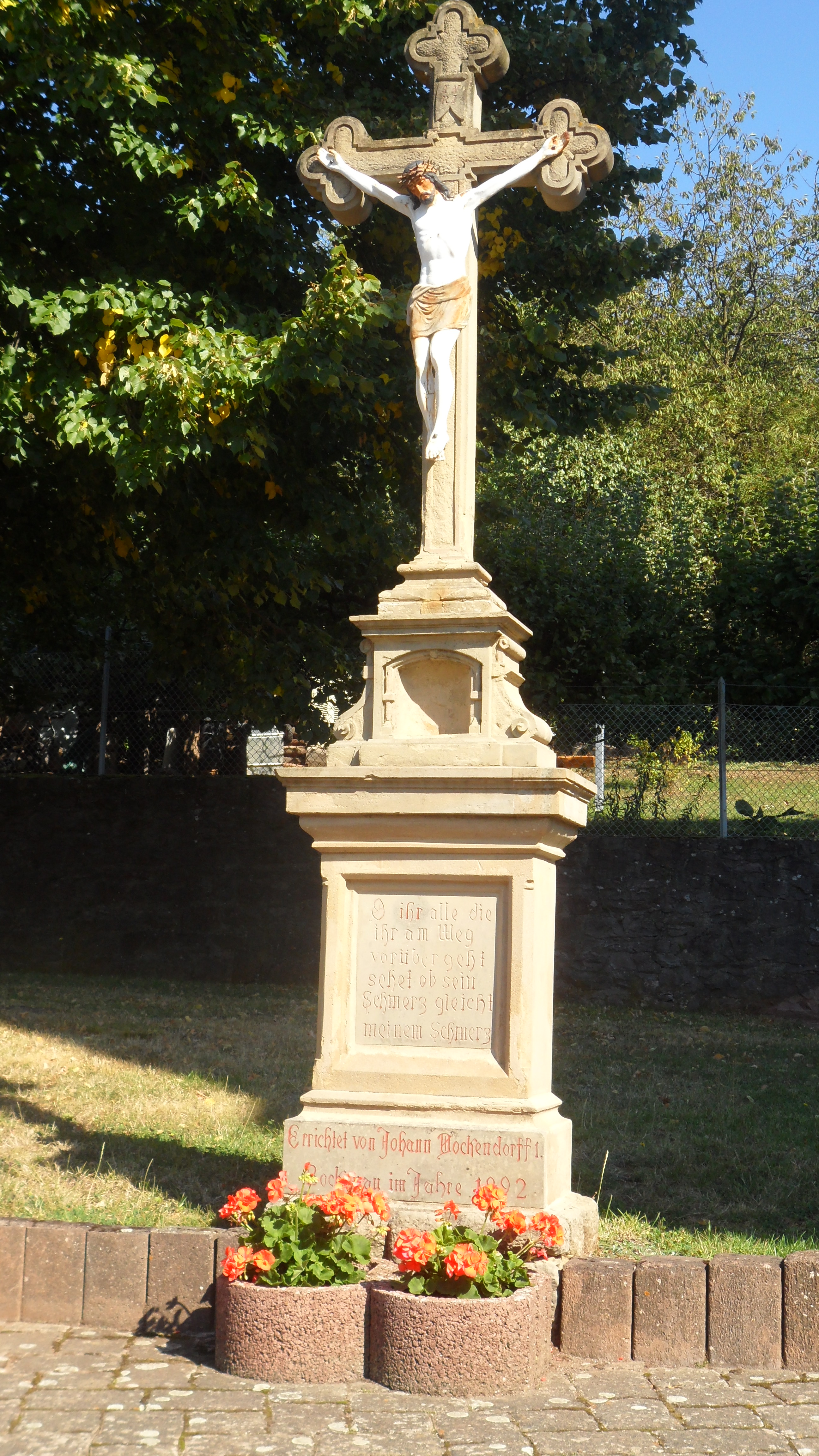
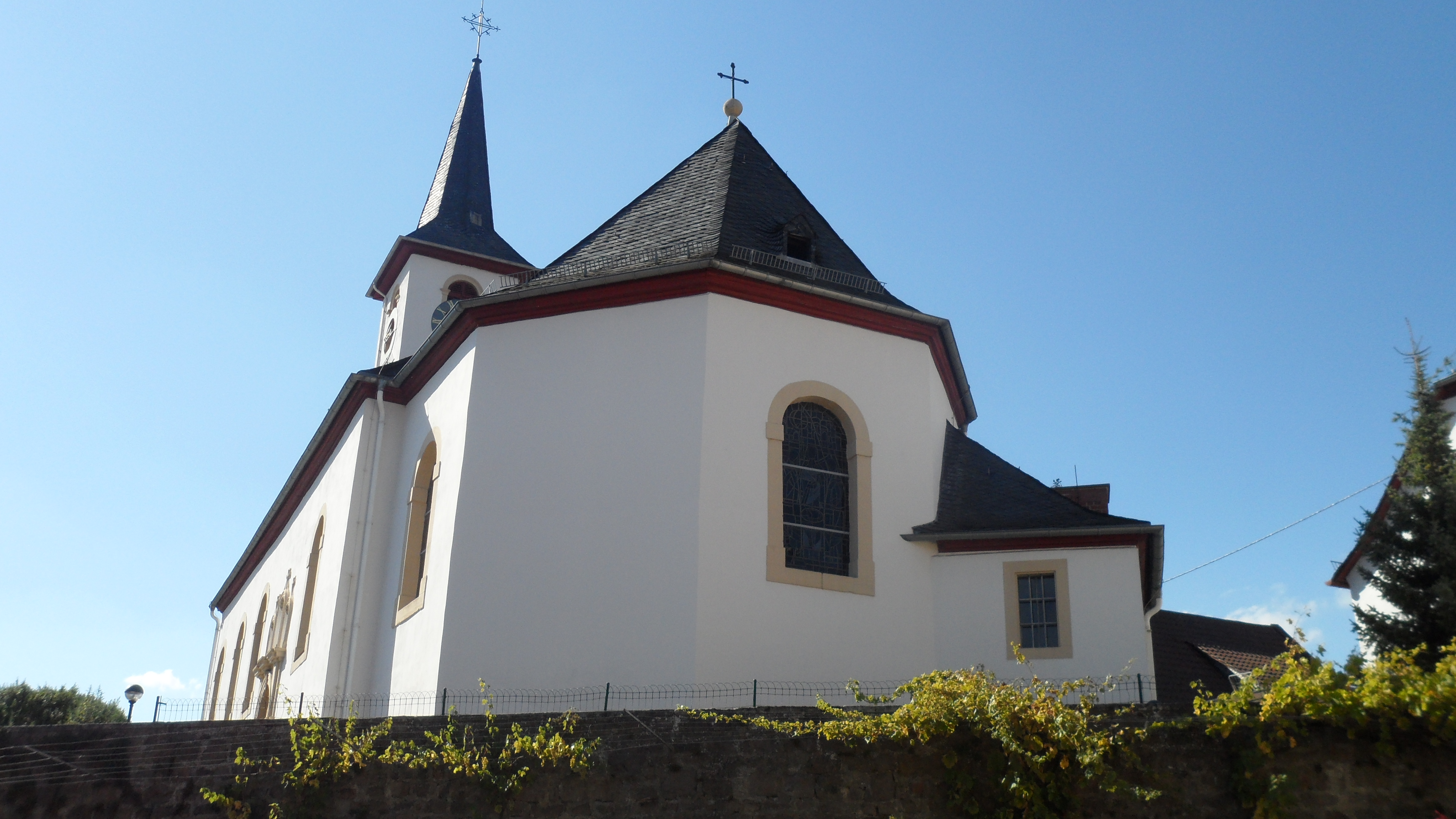
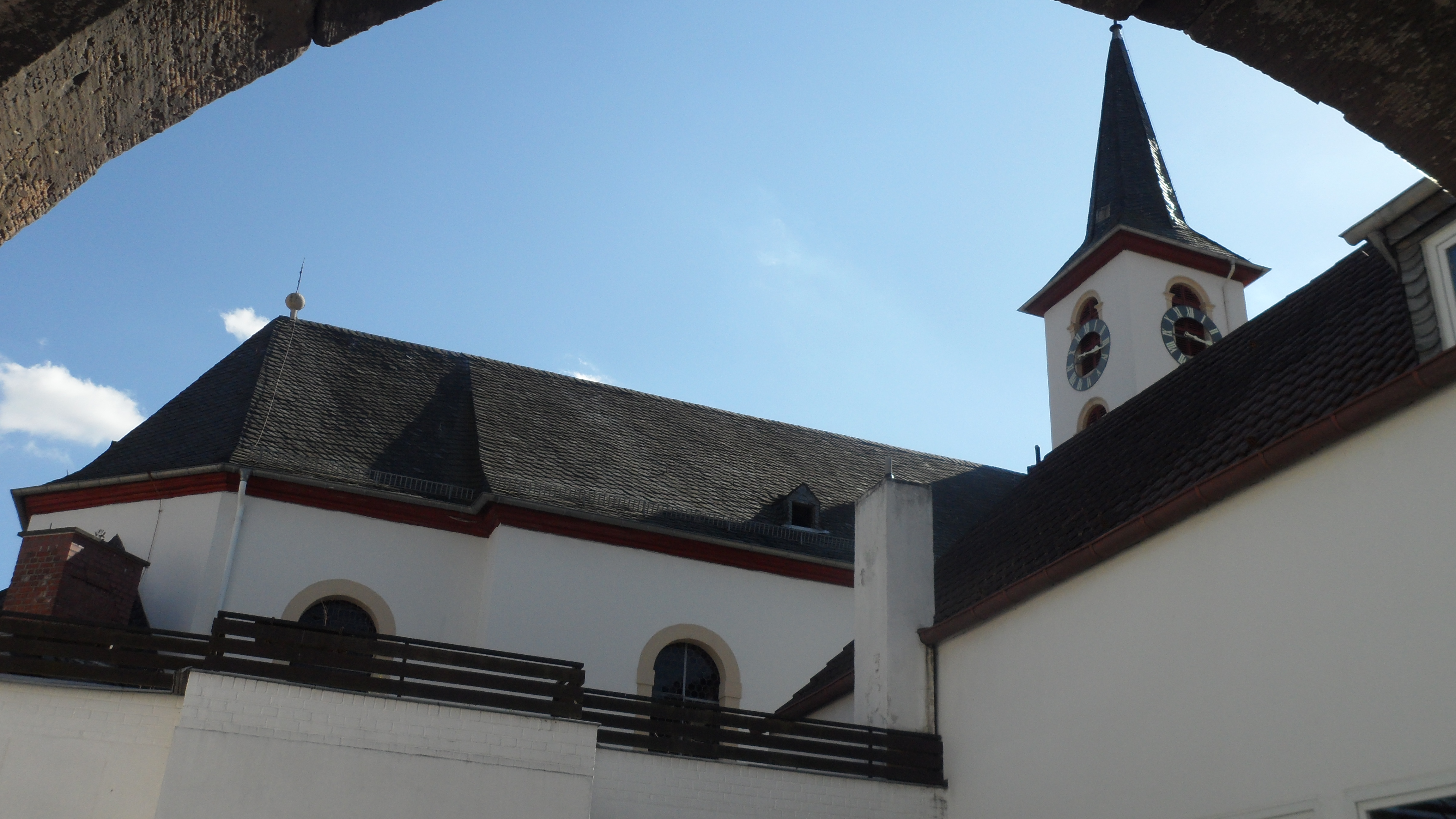
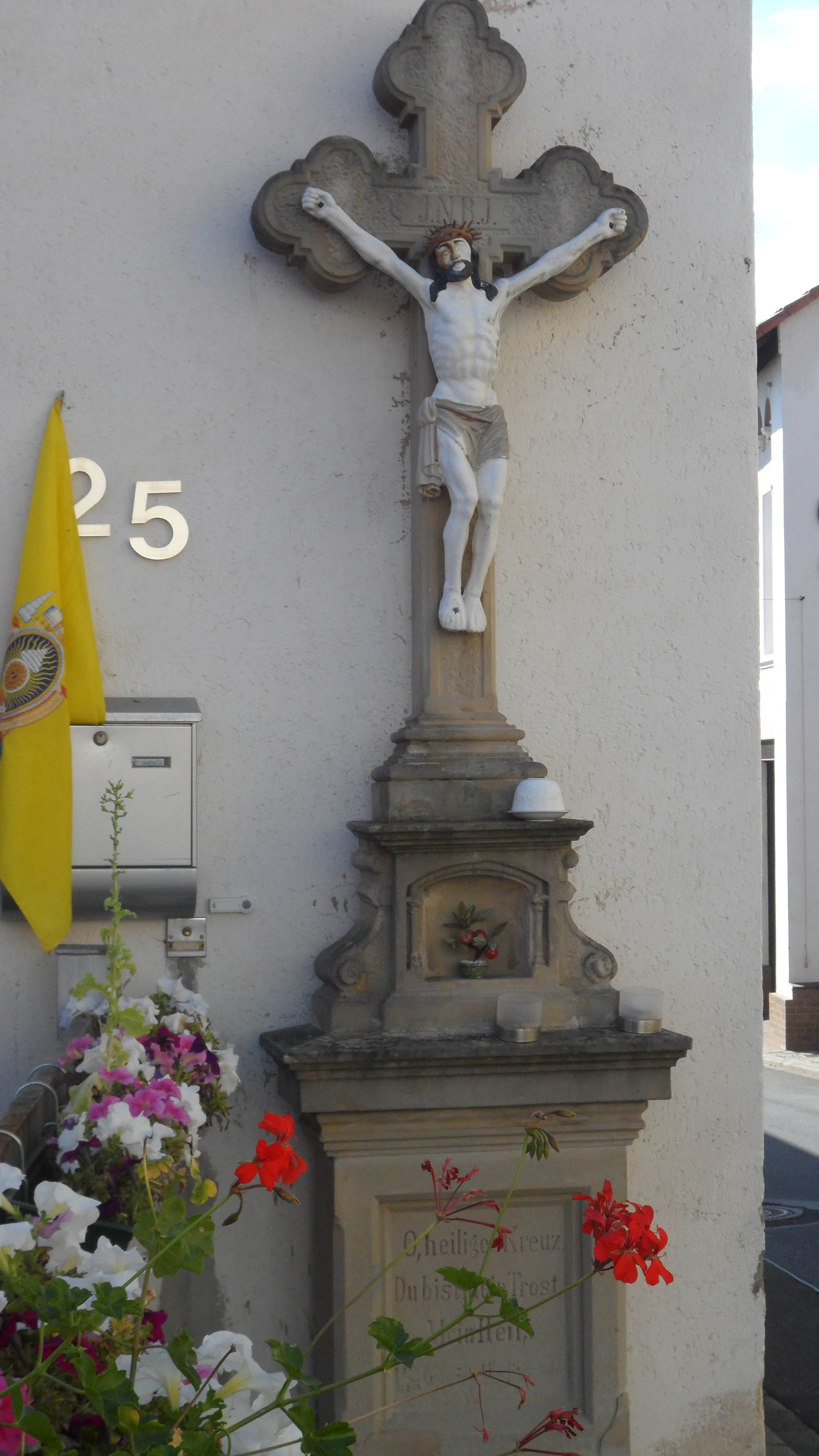
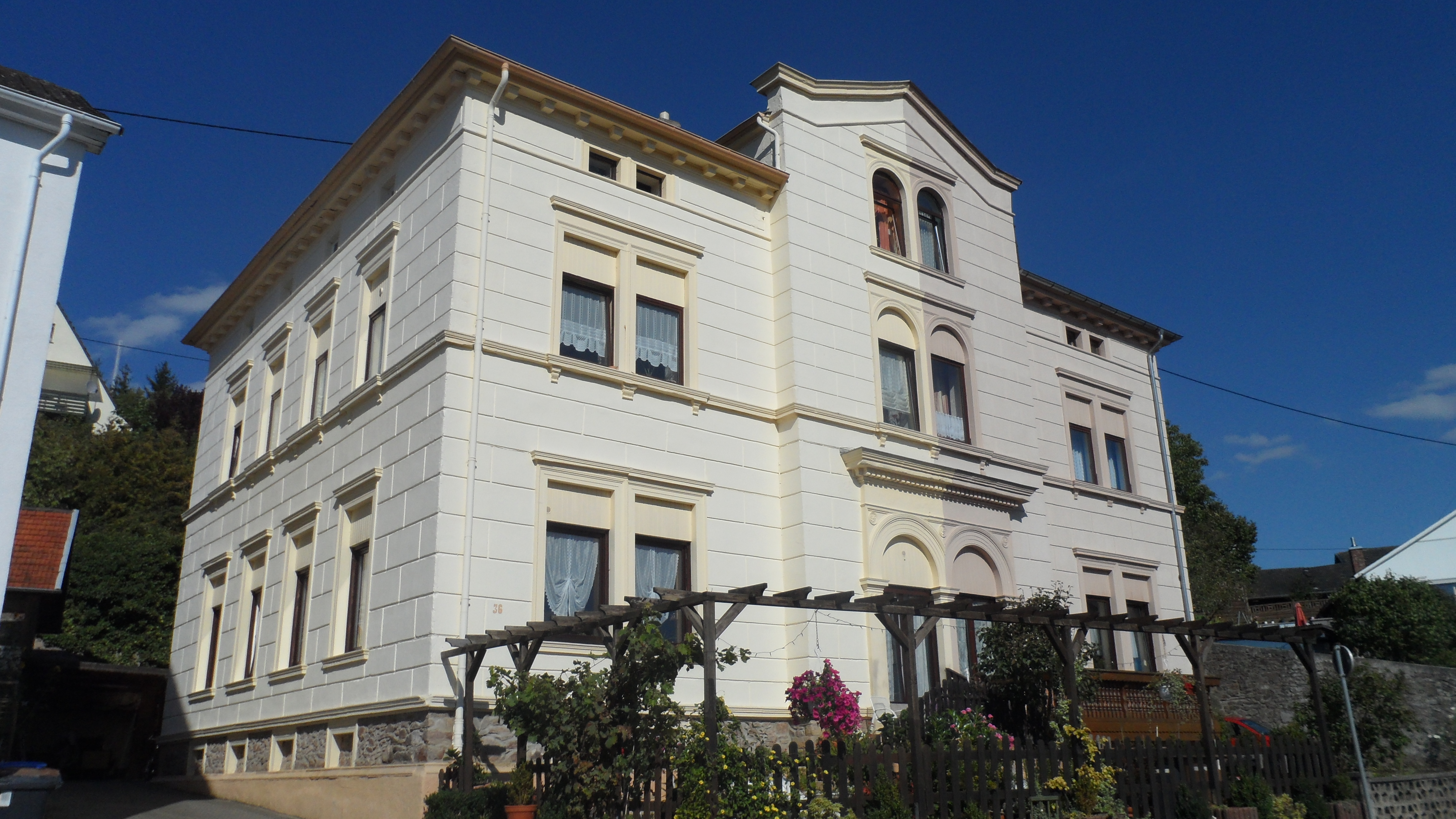
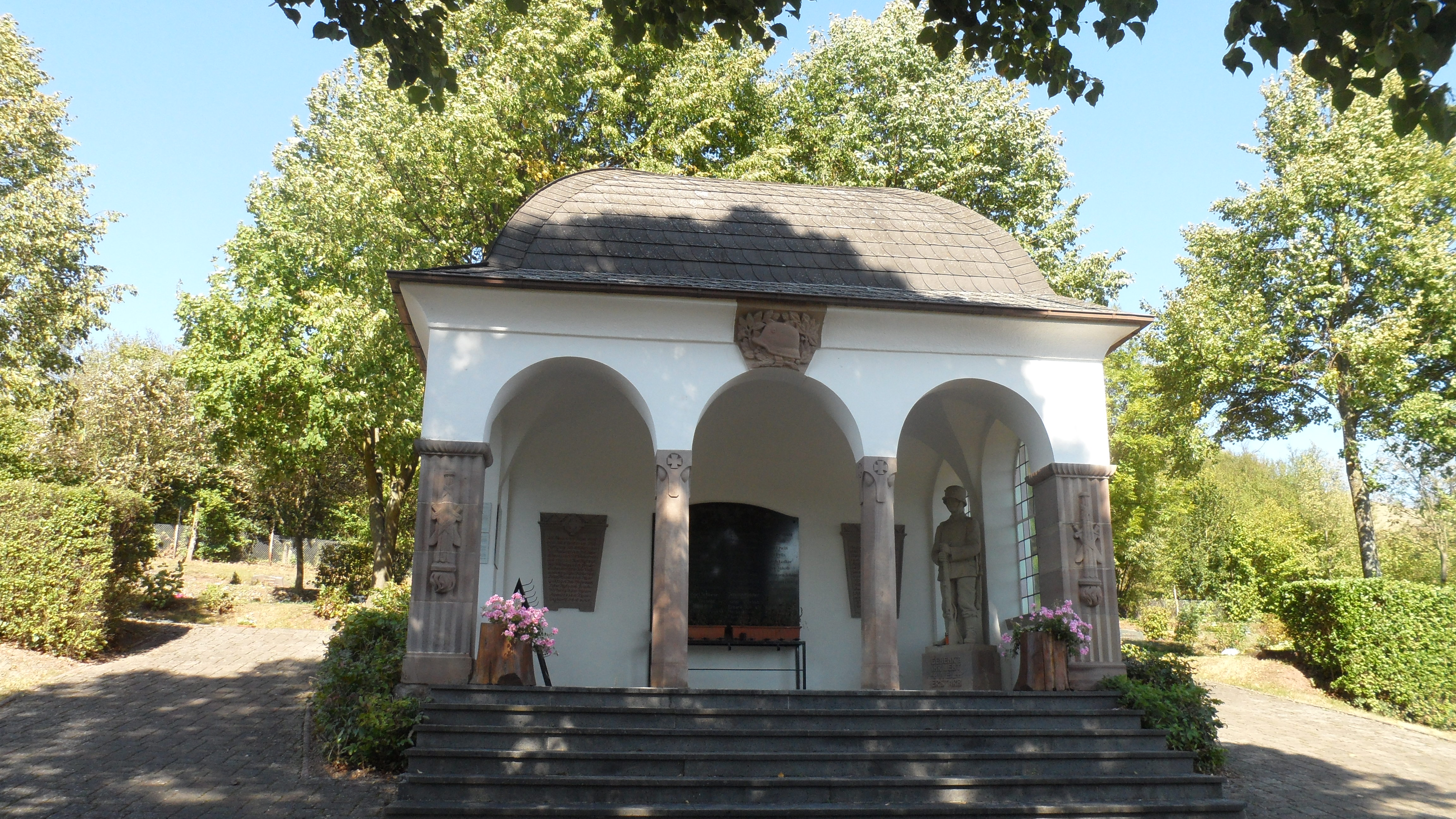